# Alberto Prada Vega
Alberto Prada Vega (Ponferrada, España, 19 de enero de 1989) es un futbolista español. Juega como lateral Izquierdo en el SK Vorwärts Steyr de la 2. Liga de Austria.

## Trayectoria

### Real Valladolid
Alberto Prada es fichado por el Real Valladolid en etapa cadete la temporada 2004-2005 entrenado por Juan Carlos Pereira que fue el impulsor de situarle en la demarcación de central  ofreciendo grandes prestaciones. Jugó en todos los escalafones inferiores del Real Valladolid. Entrenado por Gordaliza en etapa Juvenil de categoría nacional y por Francisco De La Fuente en División de Honor, quien le alternó en posiciones de lateral izquierdo y medio centro. En esta etapa fue llamado por el mister Alfredo Merino. Al final de temporada convence al cuerpo técnico para seguir en el club debutando con el filial en la Segunda División B en la temporada 2008/09 a las órdenes de Francisco De La Fuente primero y con Onésimo Sánchez después. Disputó un total de 29 partidos. En esta etapa es llamado con frecuencia por José Luis Mendilibar para entrenar con el primer equipo. El 08/10/2008 es convocado para jugar el "Trofeo Alcarria" contra el CD Guadalajara llegando a debutar en el segundo tiempo.

### Real Zaragoza
En la temporada 2009/10, 2010/2011 tiene una llamada del entonces Director Deportivo de categorías inferiores del real Zaragoza Ernesto Bello y ficha por el filial del Real Zaragoza, el Deportivo Aragón. Nada más comenzar la pre-temporada en convocado por Marcelino García Toral con el primer equipo. Forma en la alineación titular el día 01/09/2009 en Grañén (Huesca) en el Torneo de Federación de Peñas Zaragocistas ganando el partido por 0-4. Partido que sería suspendido a los dos minutos del segundo periodo por fuerte tormenta. Durante la etapa de Marcelino García Toral entrena en ocasiones con el primer equipo. En la segunda temporada con Javier Aguirre de entrenador participa en sesiones con la plantilla del primer equipo. Estas dos temporadas, juega en el filial maño alcanzando los dos campeonatos de tercera división Aragonesa, lo que le supone jugar dos promociones de ascenso a segunda división "B". La primera en Mairena del Alcor ( Sevilla) y la segunda contra el Getafe C.F.
En la temporada 2011/12 es llamado por el entonces secretario Técnico Alberto Parras que le ficha ficha para el Zamora C.F., con el consentimiento del entrenador Roberto Aguirre. equipo que seguìa una política austera en fichajes. Durante las 3 primeras temporadas que estuvo en el club se mantuvo en la Segunda División B. Durante estas, sonaron equipos de superior entidad y categoría así como del extranjero, pero optó por cumplir con su contrato, y para finalizar su carrera en Zamora. En la temporada 2014/2015, tras varias negociaciones con otros Clubs, casi finalizado el plazo de fichajes, resuelve renovar con el Zamora C.F. Con esta decisión, logra entrar en la historia del Zamora C.F. al superar los 100 encuentros oficiales. Superados los 130, le ha llevado a reconocimiento por parte del Club y afición. Así se puede ver en los murales expuestos en la sala del Estadio Ruta de la Plata formado por jugadores históricos de la entidad siendo el único y último que fue reconocido estando en activo en el Club. Antes de finalizar la cuarta temporada destituyen al técnico siendo nombrado Balta. Tras no superar la clasificación llega el descenso de categoría. Siendo la última temporada, solo le queda retomar opciones y nuevos retos. Casi sin asimilar el descenso, una inesperada llamada hace que entre varios candidatos y casi sin tiempo de pensar, formalice su fichaje "express" por el Cádiz CF.
Ficha a final de la temporada 2014-15, por el Cádiz CF para suplir la baja por lesión de Andrés Sánchez y de cara a reforzarse para los play-off de ascenso a la segunda división. Juega de titular en tres partidos. La eliminatoria contra el Hércules CF y el partido de ida nuevo San Mames contra Bilbao Atl..
Al final de dicha temporada 2014-2015, y tras no conseguir el ascenso, ficha por el equipo austriaco del SV Ried. Club con referencias de las temporadas anteriores de Alberto Prada.
Ficha por dos temporadas más una opcional por parte del club.

### SV Ried
Comienza su andadura en Austria en la temporada 2015-2016 en la primera división Austriaca Tipico-Bundesliga. Es convocado en todos los partidos menos uno por acumulación de tarjetas amarillas. Juega 27 partidos oficiales en la temporada. Solo partidos de liga.
Combina posiciones Lateral Izquierdo, Central, Pivote, Interior Izquierdo, y Medio Centro, predominando la de Lateral zurdo. Después de dura adaptación a ciudad, idioma y compañeros sufre otra Readaptación debido a cambio de entrenador a las cinco jornadas del comienzo del campeonato, logra destacar sobre todo en la segunda etapa de la liga. Muestra dotes resolutivas en la defensa y de aporte en ataque cuando le colocaron de interior llegadas por banda y demostración de fuerza y responsabilidad en todas las facciones del juego.
Logran buenos resultados que le sirven al Equipo para finalizar el campeonato felizmente.
En la temporada 2016-2017 Prosigue su segunda temporada en el SV Ried con el entrenador Alemán Christian Benbennek , comienza la competición jugando de medio Centro. Según pasan los partidos, el Mister lo va colocando de Pivote, Central o Lateral Izquierdo, según partidos y circunstancias.

### SC Wiener Neustadt
En la Temporada 2017-18  Ficha por el equipo de fútbol que juega en la Erste (primera liga) de Austria establecido en la ciudad del mismo nombre. Comienza pre-temporada y a los 15 días sufre una lesión que le fuerza a entrar en quirófano. Convaleciente hasta diciembre logra estar a punto en la segunda parte de la liga en un Club situado en primera posición. Logran clasificarse entre los tres primeros dando lugar a jugar el ascenso a la Tipico Bundesliga. Pero una resoluciones extradeportivas con el segundo clasificado da en los juzgados privando del ascenso directo. Se tramitan diligencias y jugando la promoción a dos partidos, el club contrario cae en alineación indebida de uno de sus futbolistas, dando la federación incomprensiblemente el resultado final como bueno favotable al equipo contrario. Aun así, con propuestas de clubs Españoles, decide renovar con el SC Wiener Neustadt por otra temporada con dos contratos. uno para erste liga y otro para Tipico-Bundesliga.
Comienza la temporada 2018-2019 en Erste Liga. Por motivos extradeportivos el Club se ve abocado al descenso administrativo dando por concluida su etapa en Wiener Neustad. Sin días de descanso y antes de regresar a disfrutar de unos días de vacaciones, firma por su nuevo equipo a los tres días de terminar la temporada.

### SK Vorwarts Syeyr
Tres días después de terminada la temporada 2018-2019 firma por el Club de la Ciudad de Steyr por las dos siguientes temporadas. 

## Anécdotas
Es uno de los seis futbolistas españoles que donan el 1% de su sueldo a el Proyecto Common Goal, creado por Juan Mata.
Ganador del premio Botillo de Oro en 2015 y 2017, galardón otorgado por Frimols.